# Djibril Sidibé (francuski piłkarz)
Djibril Sidibé (ur. 29 lipca 1992 w Troyes) – francuski piłkarz malijskiego pochodzenia występujący na pozycji obrońcy w greckim klubie AEK Ateny. Wychowanek Troyes AC, w swojej karierze grał także w Lille OSC, AS Monaco i Evertonie. Młodzieżowy reprezentant Francji.
W seniorskiej kadrze Francji zadebiutował 1 września 2016 w wygranym 3:1 meczu z Włochami.

## Statystyki kariery
(aktualne na dzień 10 lipca 2016)
| Klub               | Sezon              | Liga                 | Liga  | Liga   | Puchar Francji | Puchar Francji | Puchar Ligi | Puchar Ligi | Europa | Europa | Suma  | Suma   |
| Klub               | Sezon              | Liga                 | Mecze | Bramki | Mecze          | Bramki         | Mecze       | Bramki      | Mecze  | Bramki | Mecze | Bramki |
| ------------------ | ------------------ | -------------------- | ----- | ------ | -------------- | -------------- | ----------- | ----------- | ------ | ------ | ----- | ------ |
| Troyes AC          | 2009/10            | Championnat National | 1     | 0      | 0              | 0              | 0           | 0           | –      | –      | 1     | 0      |
| Troyes AC          | 2010/11            | Ligue 2              | 6     | 0      | 0              | 0              | 0           | 0           | –      | –      | 6     | 0      |
| Troyes AC          | 2011/12            | Ligue 2              | 34    | 1      | 3              | 0              | 1           | 0           | –      | –      | 38    | 1      |
| Lille OSC          | 2012/13            | Ligue 1              | 14    | 1      | 2              | 0              | 1           | 1           | 3      | 1      | 20    | 3      |
| Lille OSC          | 2013/14            | Ligue 1              | 20    | 0      | 3              | 0              | 1           | 0           | –      | –      | 24    | 0      |
| Lille OSC          | 2014/15            | Ligue 1              | 25    | 2      | 1              | 0              | 3           | 0           | 3      | 0      | 32    | 2      |
| Lille OSC          | 2015/16            | Ligue 1              | 37    | 4      | 2              | 0              | 4           | 2           | –      | –      | 43    | 6      |
| AS Monaco          | 2016/17            | Ligue 1              | 29    | 2      | 2              | 0              | 4           | 0           | 12     | 1      | 47    | 3      |
| AS Monaco          | 2017/18            | Ligue 1              | 27    | 2      | 1              | 0              | 3           | 0           | 3      | 0      | 34    | 2      |
| AS Monaco          | 2018/19            | Ligue 1              | 26    | 0      | 1              | 0              | 1           | 0           | 4      | 0      | 32    | 0      |
| AS Monaco          | 2019/20            | Ligue 1              | 30    | 0      | 4              | 0              | –           | –           | –      | –      | 34    | 0      |
| Everton            | 2020/21            | Premier League       | 25    | 0      | 1              | 0              | 2           | 0           | –      | –      | 28    | 0      |
| AS Monaco          | 2021/22            | Ligue 1              | 17    | 0      | 3              | 0              | –           | –           | 6      | 0      | 26    | 0      |
| AEK Ateny          | 2022/23            | Superleague Ellada   | 12    | 0      | 5              | 0              | –           | –           | –      | –      | 17    | 0      |
| Ogólnie w karierze | Ogólnie w karierze | Ogólnie w karierze   | 300   | 13     | 24             | 1              | 20          | 3           | 37     | 3      | 391   | 19     |

## Odznaczenia
- Chevalier Legii Honorowej – nadanie 2018[2], wręczenie 2019[3][4]